# Scleria baldwinii
Scleria baldwinii är en halvgräsart som först beskrevs av John Torrey, och fick sitt nu gällande namn av Ernst Gottlieb von Steudel. Scleria baldwinii ingår i släktet Scleria och familjen halvgräs. Inga underarter finns listade i Catalogue of Life.